# Центральноукраїнський антропологічний тип
Центральноукраїнський антропологічний тип — антропологічний тип у складі європеоїдної раси притаманний більшості етнічних українців. Вперше, як «український», виділений на початку XX ст. Ф. Вовком, деталізований В. Дяченком в монографії 1965-го року. Також визначався І. Раковським і С. Руденком як «альпо-адріатський», за Т. Алексєєвою «подніпровський антропологічний тип».

## Розповсюдження
Центральні та південні райони Київщини, Черкаська, Полтавська, південь Чернігівської області, значна частина Хмельницької та Вінницької області, частина Харківщини, Луганщини та південь Сумщини. За Дяченком, також включає поліський та волинський локальні варіанти — відповідно північна частина Житомирщини та Рівненщини, і Волинь, південь Рівненщини та північні райони Галичини. Тип вважався домінуючим серед населення України 2000-х, за підрахунками фахівців охоплював (без поліського та волинського варіантів) 75 % населення України.

## Характеристика
Населенню цих територій притаманна брахікранія (черепний покажчик — 83,5), обличчя відносно широке (діаметр вилиць — 142 мм), помірно високе (124—125 мм), переважання прямої спинки носа (79 %), переважання очей змішаного забарвлення: світлооких 38 %, темнооких 6 %. Темний колір волосся (45 — 50 %), у середньому високий зріст — 169 см. Українські антропологи XXI ст., попри початкові думки Вовка щодо належності типу до південної динарської, схильні відносити цей тип до середньоєвропейської раси.

## Генеза
Центральноукраїнський тип, розповсюджений на більшості території України, був сформований та домінував на землях Середнього Подніпров'я з XV—XVII ст.. Від часів Київської Русі до пізнього середньовіччя пройшла певна антропологічна уніфікація, що базувалася на змішуванні населення з різних регіонів та на обміні генами. Масивні широколиці популяції (деревляни, волиняни, тиверці) відіграли провідну роль у його формуванні. Певною мірою в процесі брали участь і нащадки представників більш граціальних груп (полян та сіверян) але, як вважається, демографічні втрати після монгольської навали представників саме цих груп на даній територій були надто істотними. Тож у відродженні слов'янської популяції регіону провідну участь мали вихідці з зони побутування більш масивних форм, а носії граціальних морфотипів виявилися у меншості та перестали визначати антропологічні характеристики населення.